# シュコダ-サノスS200
シュコダ-サノスS200（チェコ語: Škoda-Sanos S 200）は、チェコスロバキアで製造されたトロリーバス車両。ユーゴスラビアのサノス製の車体とチェコスロバキアのシュコダ製の電気機器を組み合わせた連節式トロリーバスで、シュコダ-サノス01（Škoda-Sanos 01）やシュコダ-サノスS200Tr（Škoda-Sanos S200Tr）とも呼ばれる。

## 概要
1970年代後半以降、電気交通の需要が高まっていた当時のチェコスロバキアでは、多数の乗客を輸送できる連節トロリーバス車両が求められていた。しかし、チェコスロバキア向けのトロリーバス車両を独占的に生産していたシュコダは同年代初期の時点で連節バスの開発に至っていなかったため、国外の企業が開発した連節バスの車体を用いる事が決定した。当初はハンガリーのイカルスとの契約が検討されていたが、費用の条件が合わなかった事により、最終的にユーゴスラビア（現：マケドニア）のバスメーカーであるサノス（Sanos）製の連節バスの車体を用いる事が決定し、1982年に試作車が製造された。これがS200である。
S200の車体は、サノスが展開していた連節バスのFAS200と同一のものが用いられており、これは1950年代に開発されたメルセデス・ベンツのO 317をライセンス生産したものである。電気機器は同時期にシュコダが展開していたトロリーバス車両の14Trと同一のものが用いられており、主電動機は出力100 kwのものが2基搭載されている。

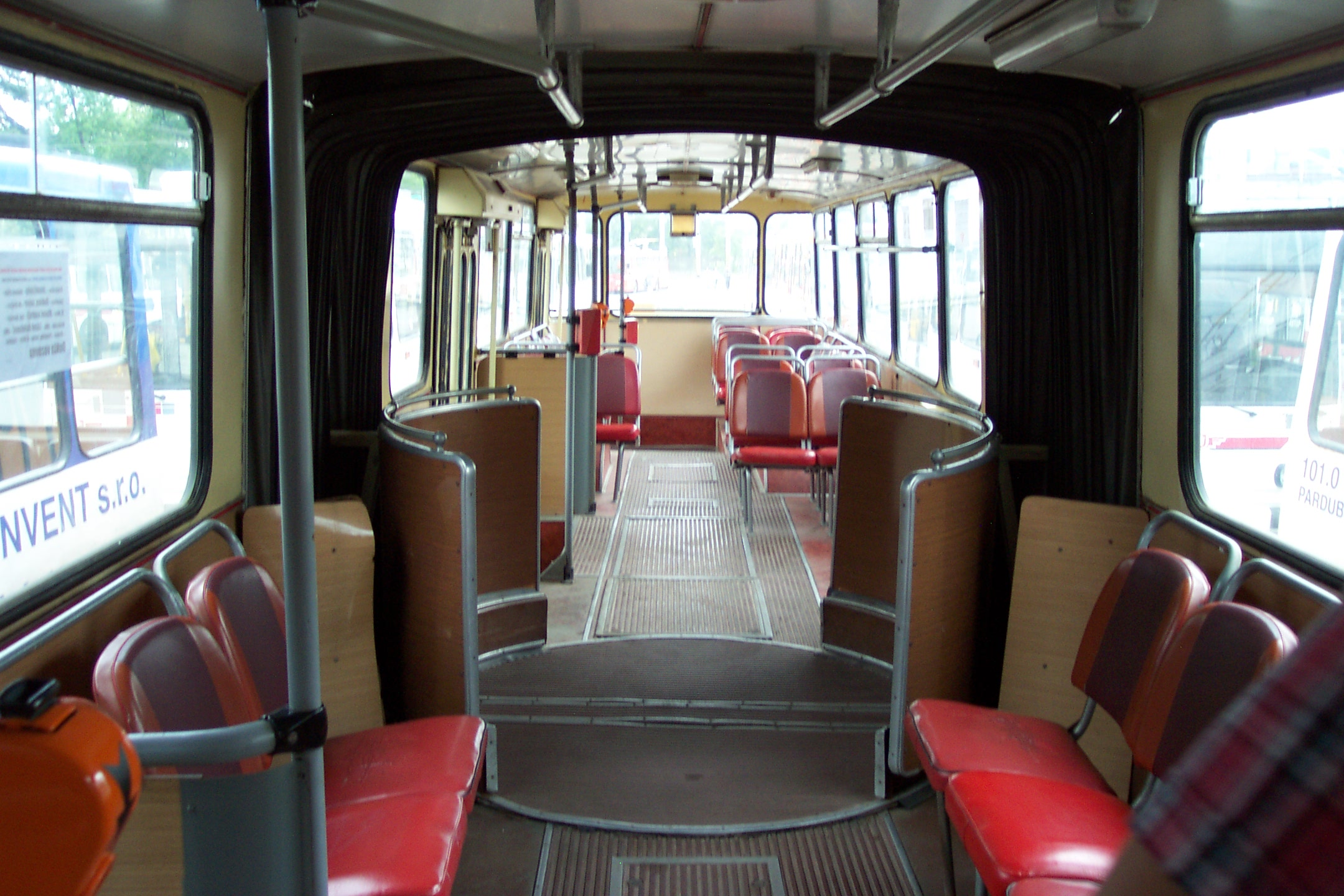
車内（パルドゥビツェ）
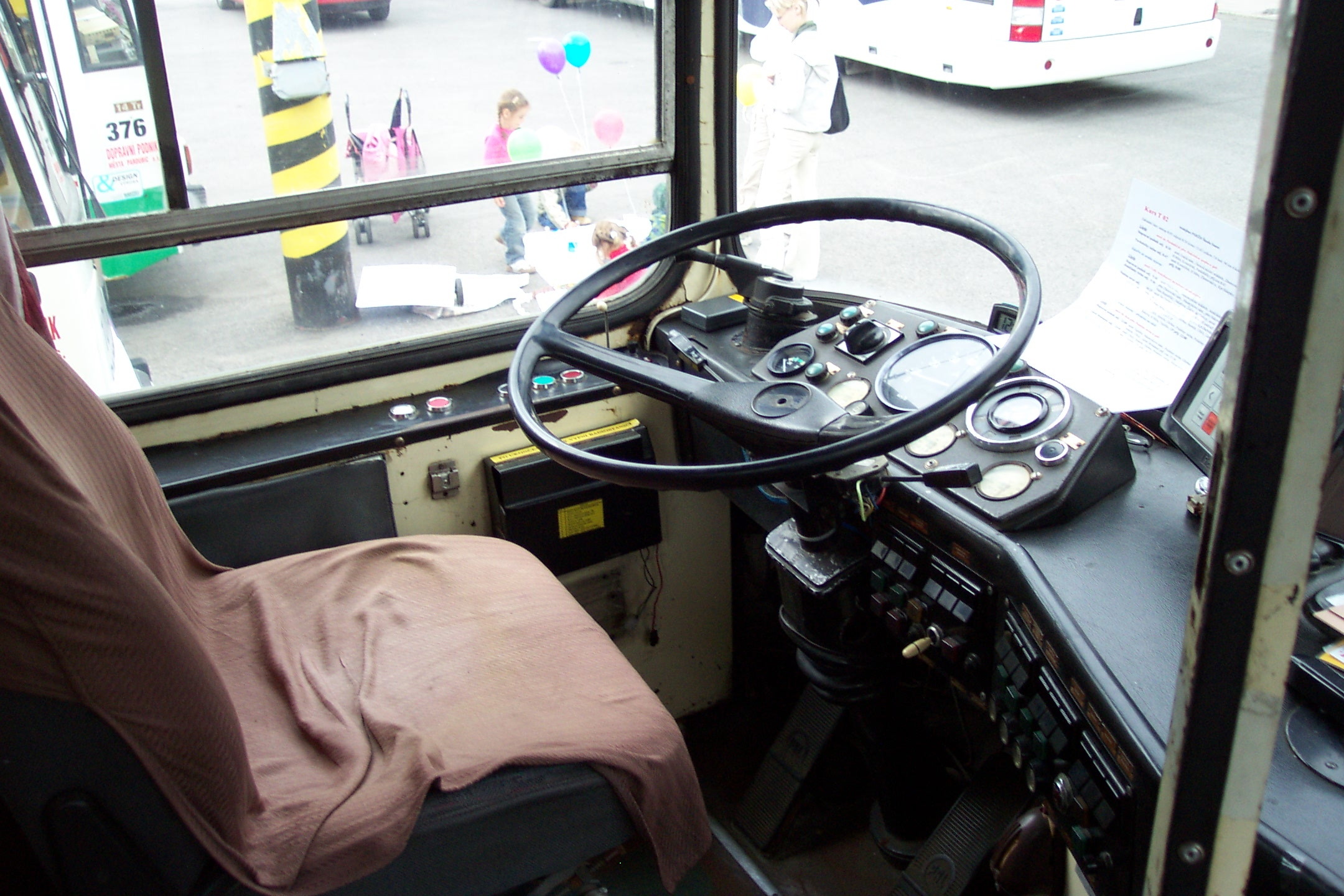
運転台（パルドゥビツェ）
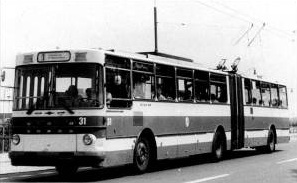
東ドイツで試運転中の試作車（1989年撮影）

## 運用
シュコダ-サノスS200は1982年に試作車2両が作られた後、翌1983年から量産車の製造が始まり、1987年までに計77両が製造された。2022年時点で営業運転に使用されている車両は存在しないが、チェコやスロバキアに計3両が保存されている。そのうちパルドゥビツェとブラチスラヴァの車両は走行可能な状態となっており、ブルノ技術博物館が所有するもう1両についてもズリーンで動態復元を目指した工事が進められている。
以下、導入された都市を記す。国名及び都市名は2022年時点のものである。
| シュコダ-サノスS200 導入都市一覧 | シュコダ-サノスS200 導入都市一覧                                    | シュコダ-サノスS200 導入都市一覧 | シュコダ-サノスS200 導入都市一覧 |
| 導入国                           | 都市                                                                | 導入車両数                       | 備考                             |
| -------------------------------- | ------------------------------------------------------------------- | -------------------------------- | -------------------------------- |
| ボスニア・ヘルツェゴビナ         | サラエヴォ (サラエヴォ・トロリーバス)                               | 21台                             | [ 8 ]                            |
| チェコ                           | ズリーン オトロコヴィツェ (ズリーン/オトロコヴィツェ・トロリーバス) | 29台                             | [ 9 ]                            |
| チェコ                           | オストラヴァ (オストラヴァ・トロリーバス)                           | 2台                              | [ 8 ]                            |
| ロシア                           | モスクワ (モスクワ・トロリーバス)                                   | 1台                              | [ 9 ]                            |
| スロバキア                       | ブラチスラヴァ (ブラチスラヴァ・トロリーバス)                       | 20台                             | [ 8 ]                            |
| スロバキア                       | プレショフ (プレショフ・トロリーバス)                               | 3台                              | [ 8 ]                            |
| セルビア                         | ベオグラード                                                        | 1台                              | [ 10 ]                           |

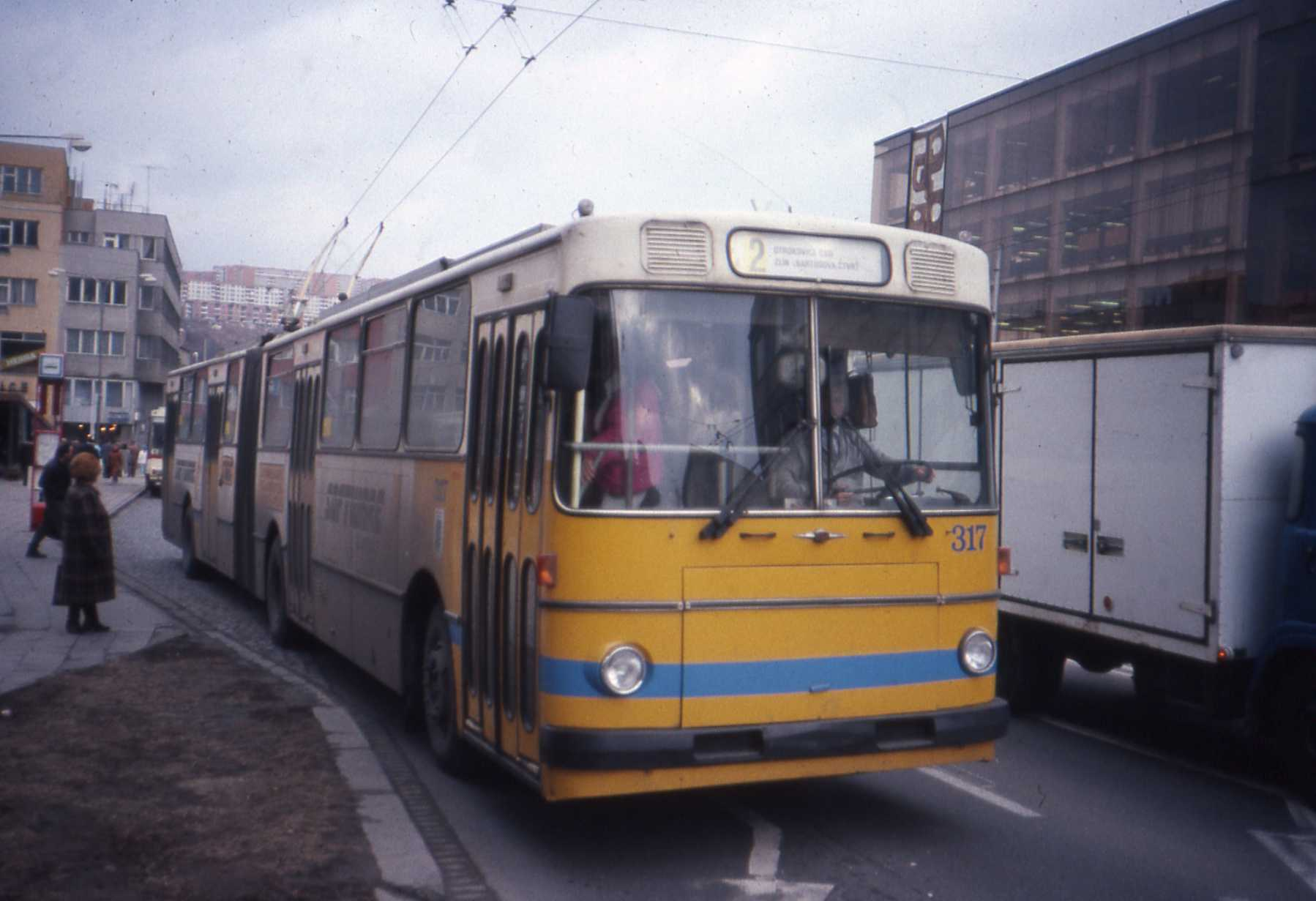
ズリーン（1992年撮影）
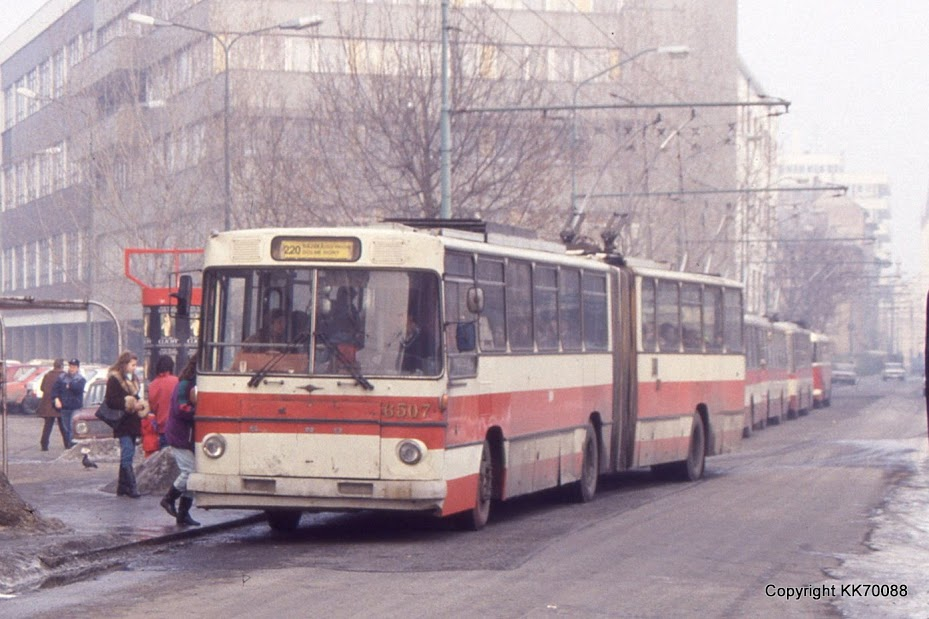
ブラチスラヴァ（1990年撮影）
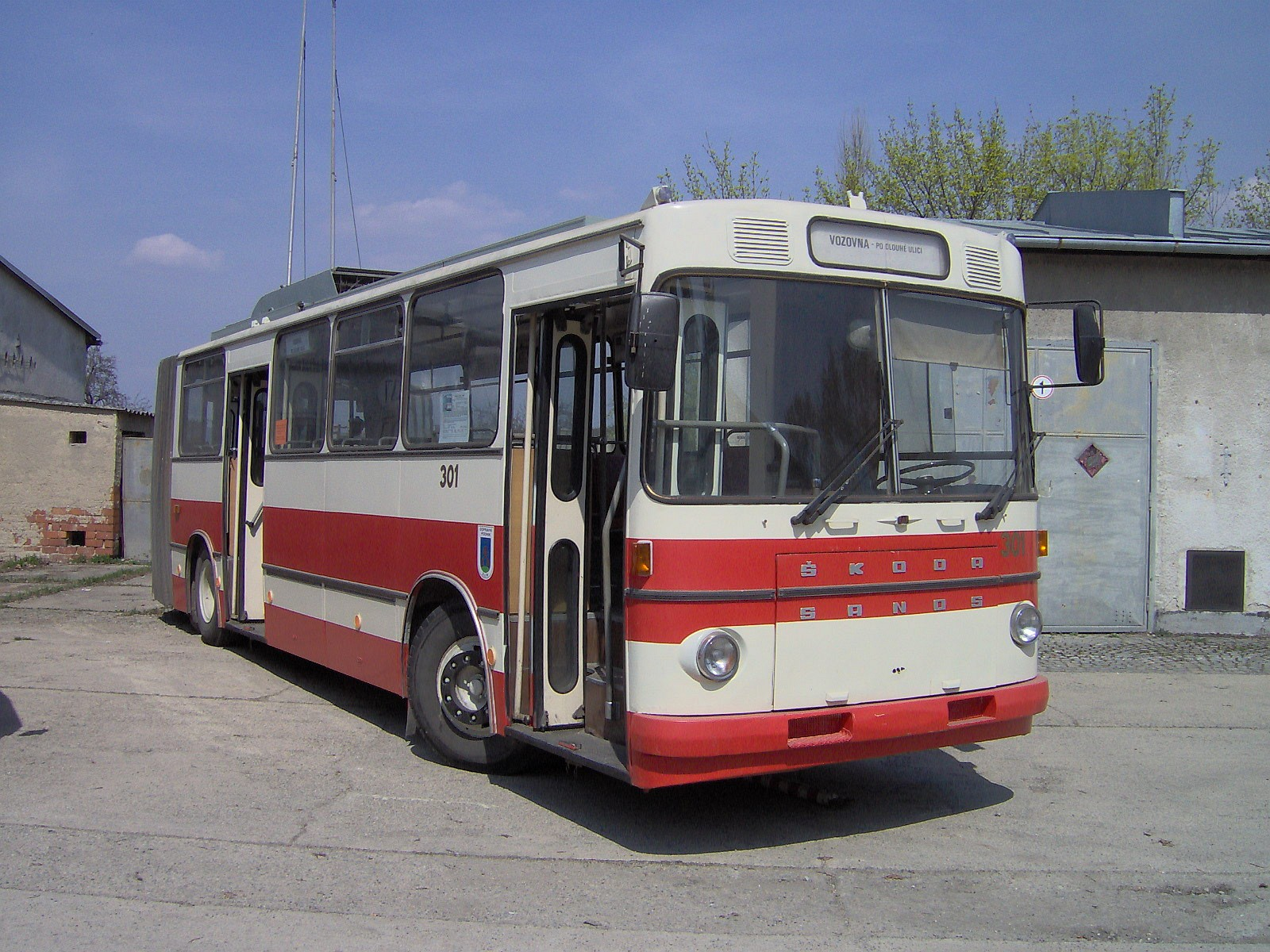
ブルノ（保存車両、2006年撮影）
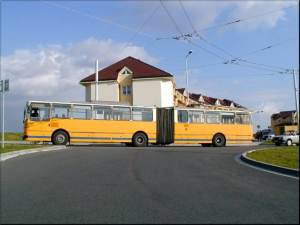
パルドゥビツェ（保存車両、2006年撮影）